# Horvát Szociáldemokrata Párt
A Szociáldemokrata Párt (horvátul Socijaldemokratska partija Hrvatske, rövidítve SDP) Horvátország legnagyobb középbal pártja. A jobboldali Horvát Demokratikus Közösség mellett az ország két nagy pártjának egyike. A pártot 1990-ben alapították a Jugoszláviát a második világháborút követően majdnem fél évszázadig kormányzó Horvátországi Kommunisták Szövetsége utódpártjaként és örököseként.
Az SDP szociáldemokrata, antifasiszta, progresszív és erősen Európa-párti. Az SDP 1990-ben alakult a Jugoszláv Kommunisták Szövetsége horvát ága, a Horvátországi Kommunisták Szövetsége utódjaként, amely Horvátországot a Jugoszláv Föderáción belül kormányozta a második világháború óta.
A párt először 2000-ben nyert választást és Ivica Račan vezetésével koalíciós kormányt alakított. Miután 2003-ban választást vesztett, nyolc évig ellenzékben volt. 2011-ben az SPD 61-et szerzett meg a 151 parlamenti helyből és az úgynevezett Kukuriku koalíció élén Zoran Milanović kormányt alakíthatott. A 2015-ben tartott választások után azonban az SPD nem tudott kormányképes koalíciót alakítani, így ismét ellenzékbe került. A HDZ vezette új kormánykoalíció 2016 nyarán egy bizalmatlansági indítványon elbukott, a 2011. szeptember 11-én tartott előrehozott választásokat azonban a szociáldemokraták választási szövetségeseikkel együtt sem tudták megnyerni. 2010 és 2015 közt a szociáldemokrata Ivo Josipović volt Horvátország államelnöke. A szociáldemokrata Neven Mimica az Európai Bizottság nemzetközi együttműködésért és fejlesztésért felelős tagja. Az SPD az Európai Szocialisták Pártja (PES), a Szocialisták és Demokraták Progresszív Szövetsége (S&D), a Progresszív Szövetség (PA) és a Szocialista Internacionálé (SI) tagja.

## Története

### A kezdetek
Az SDP-t 1990. november 3-án hozta létre a volt Jugoszláviai Kommunisták Szövetsége (SKJ) horvát szervezetének Horvátországi Kommunisták Szövetségének (SKH) szociáldemokrata frakciója, Ha az SDP-t az Osztrák–Magyar Monarchia idejében, 1894. szeptember 8-án és 9-én alapított Horvátországi és Szlavóniai Szociáldemokrata Párt utódjaként tekintjük, akkor ez volt Jugoszlávia legrégebben alapított szociáldemokrata pártja. A modernkori szociáldemokrata párt alapítási dátuma 1990. november 3.
Az Ivica Račan vezette SKH-delegáció szlovén kollégáikkal együtt 1990 januárjában, az SKJ 14. kongresszusán hagyta el a pártot, miután vitát folytatott a Slobodan Milošević vezette szerb delegációval az Jugoszláv Szocialista Szövetségi Köztársaság újjászervezéséről. Ezzel egy időben az SKH 1989. decemberi döntése nyomán, amely 1990. áprilisi és májusi választásokat irányzott elő Horvátország az első többpárti választására készült. 1990 februárjában az horvát parlament olyan módosításokat fogadott el az alkotmányban, amelyek lehetővé tették a többpárti részvételt. Ugyanebben a hónapban az SKH átkeresztelte magát a „Demokratikus Reform Pártjává” (Stranka democratikh prmenje vagy SDP), majd az 1990-es választásokon SKH-SDP néven indult, és a szavazatok 26 százalékával a Horvát Demokratikus Közösség (HDZ) mögött a második helyen végzett, mely a parlament három házában megszerezhető 351 helyből összesen 107 mandátummal rendelkezett.
1990. november 3-án a jelenlegi párt hivatalosan is megalakult, úgy, hogy nevéből kikerült az SKH három betűje. Az 1992. augusztusi választásokon, Horvátország 1990. december 22-én elfogadott új alkotmánya alapján az első választáson a 138 fős parlamentben az SDP a szavazatok 5,52%-át és ezzel összesen 11 mandátumot szerzett. 1993-ban a párt újra átnevezte magát, és megváltoztatta a nevét „Szociáldemokrata Párt”-ra, amelyet a mai napig megtartott.

### Egyesülés az SDH-val

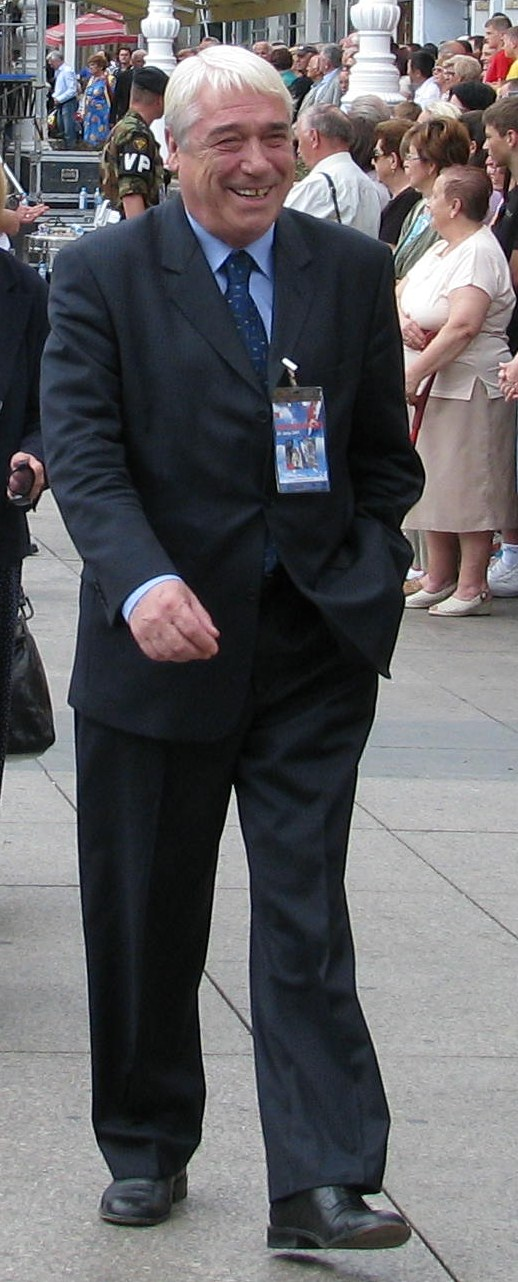
Antun Vujić

Ezzel párhuzamosan 1990-ben megalakult a Horvátországi Szociáldemokrata Párt (horvátul: Socijaldemokratska stranka Hrvatske, SDSH), melyet később átneveztek Horvátország Szociáldemokratáira (Socijaldemokrati Hrvatske, SDH). A legtöbb akkoriban létrehozott párthoz hasonlóan ez is ellenezte a kommunista kormányt, és azt akarta, hogy Horvátország kiváljon Jugoszláviából, mégis megvolt az a eltérés, hogy azon kevesek közé tartozott, akik baloldalinak mutatkoztak be. A pártalapítók között számos prominens értelmiségi is volt, köztük Antun Vujić és Miroslav Tuđman. Ez a párt azt állította, hogy folytatja annak a történelmi Horvát Szociáldemokrata Pártnak a hagyományát, amelyet 1894-ben hoztak létre, és amely 1919-ben beolvadt Jugoszlávia Kommunista Pártjába.
Az első 1990-es horvát parlamenti választáson az SDSH csatlakozott a centrista Népi Egyetértés Koalíciójához, és rosszul szerepelt, a 351 mandátumból mindössze 21-et szerzett meg. Pozíciója azonban még elég erős volt ahhoz, hogy miniszteri posztokat kapjon Franjo Gregurić nemzeti egységkormányában, amely 1991 júliusa és 1992 augusztusa között volt hatalmon. Két minisztere, Bosiljko Mišetić és Zvonimir Baletić azonban nem sokkal a kinevezésük után átpártolt a konzervatív Horvát Demokratikus Közösséghez (HDZ).
Az 1992-es parlamenti és elnökválasztás előtt az SDSH a Horvát Szociáldemokrata Párttá való átnevezés miatt elkeseredett vitába keveredett az SDP-vel. Az SDSH azt állította, hogy a nevét ellopták. A választások azt mutatták, hogy az SDP sokkal erősebb párt, mint az SDSH, amely nem tudott parlamenti mandátumokat szerezni. Az SDSH vezetője, Antun Vujić ugyanakkor az utolsó helyen végzett az 1992-es elnökválasztási versenyben, a szavazatok csekély, 0,7 százalékát szerezve meg. Ez végül oda vezetett, hogy az SDSH és az SDP befoltozta a különbségeket, és az előbbit 1994 áprilisában integrálták az utóbbiba.
A következő 1995-ös választásokon az SDP a szavazatok 8,93 százalékát szerezte meg, és összesen 10 mandátumot szerzett a parlamentben, ezzel a negyedik helyen végzett a Horvát Demokrata Közösség (HDZ), a Horvát Parasztpárt (HSS) és a Horvát Szociálliberális Párt (HSLS) mögött.

### A két Račan-kormány (2001-2003)

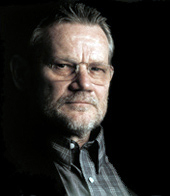
Ivica Račan

1998 augusztusában az SDP és a HSLS vezetői, Ivica Račan és Dražen Budiša koalíciós megállapodást írtak alá, és a 2000. januári parlamenti választásokon együtt indultak. Az SDP-HSLS koalíció a szavazatok 38,7%-ával megnyerte a választást és a 151 mandátumból 71-et szerzett. Az SDP és a HSLS ezután hatpárti balközép koalíciós kormányt alakított a Horvát Parasztpárttal (HSS), a Liberális Párttal (LS), a Horvát Néppárttal (HNS) és az Isztriai Demokratikus Nemzetgyűléssel (IDS). Račan a legerősebb párt vezetőjeként az első Račan-kabinet miniszterelnöke lett. Ezt az időszakot a koalíció tagjai között állandó nézeteltérések kísérték a különböző kérdésekben. Az alkotmányt többször módosították.
Račan eredetileg Budisának ajánlotta fel a parlament elnöki posztját, de Budiša ezt visszautasította annak érdekében, hogy megnyerhesse a 2000-es elnökválasztást. Miután Budiša 2000 februárjában vereséget szenvedett Stjepan Mesićtől, továbbra is a horvát parlament tagja maradt. 2001 júliusában Budiša ellenezte, majd jelentős zűrzavart okozva a HSLS-en belül 2013-ban elutasította a Račan-kormány azon döntését, hogy kiadja a volt Jugoszláviával foglalkozó nemzetközi büntetőtörvényszéknek (ICTY) a horvát hadsereg azon tábornokait, akiket a horvát függetlenségi háború alatt elkövetett háborús bűnök elkövetése miatt köröztek.

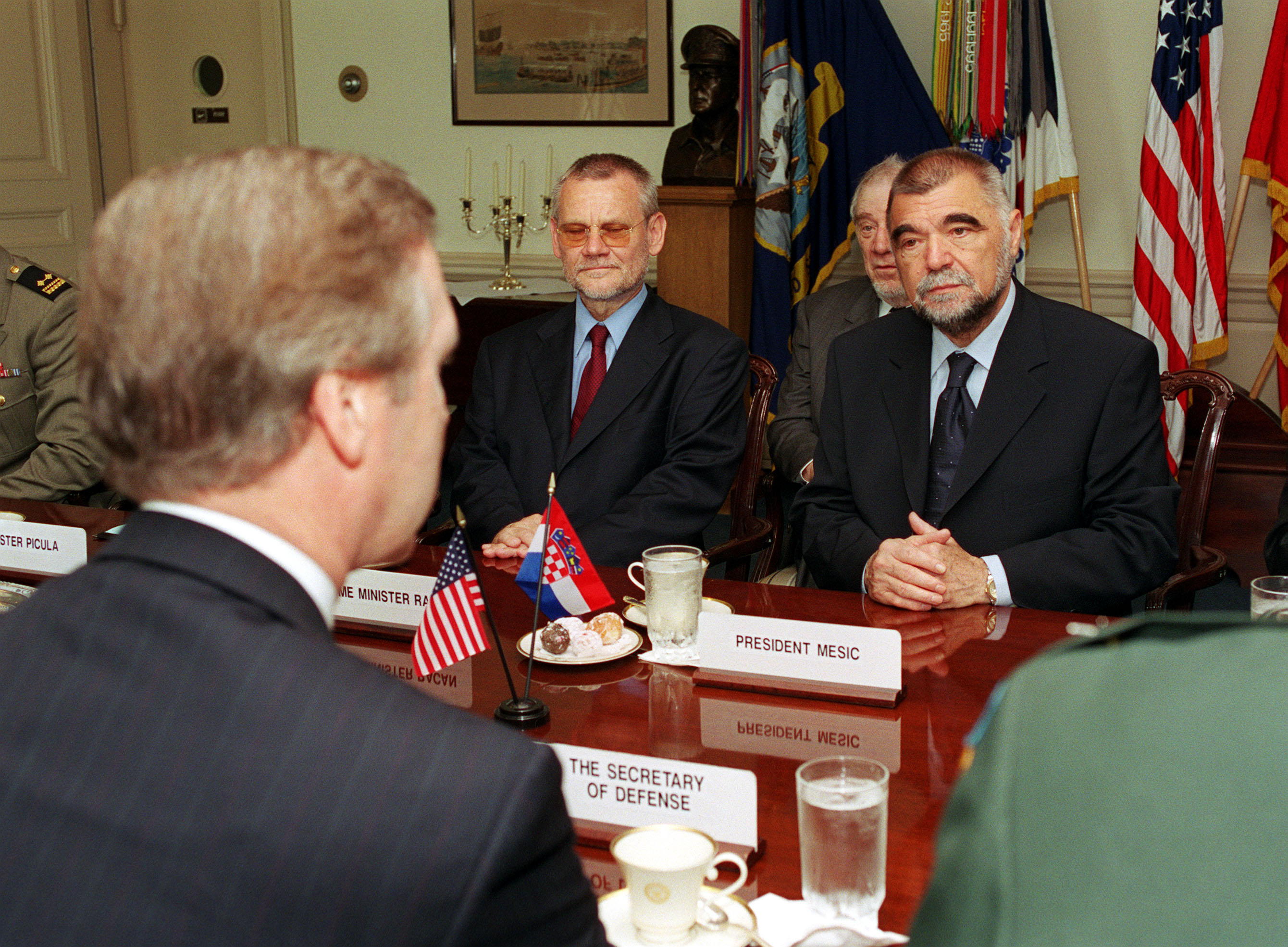
Račan és Mesić a Pentagonban 2000. augusztus 8-án

2001 júniusában az Isztria regionális szintű kormányzásával kapcsolatos bírálatokra hivatkozva a kormánykoalíción belüli pártok egyike, az isztriai regionalista párt, az Isztriai Demokratikus Nemzetgyűlés (IDS) kilépett a koalíciós kormányból, és elnöke, Ivan Jakovčić lemondott európai integrációs miniszteri posztjáról. Miután a HSLS megtagadta a Szlovéniával kötött megállapodás támogatását a Krško atomerőmű két ország általi közös ellenőrzéséről, Račan hivatalosan is benyújtotta lemondását és a koalíció 2002 júliusának elején felbomlott.
2002. július végén megalakult a második Račan-kormány, amelyben az eredeti koalíció maradék négy pártjának tagjai (az IDS és a HSLS távozását követően) és a HSLS-ből kivált két kisebb liberális párt, a Liberális Demokraták Pártja (Libra) és a Liberális Párt (LS) alkotott. Ez a kormány a következő, 2003. novemberi választásokig maradt hatalmon. Ezután az SDP a 2003-as választásokon az IDS-szel, a Librával és az LS-szel kötött koalíció részeként indult, de a konzervatív HDZ legyőzte. A koalíció a 151 parlamenti mandátumból 43-at szerzett meg (ebből 34-et az SDP birtokolt), így SDP így visszatért az ellenzékbe.
A 2000. januári választási győzelmet és a kormányzó HDZ vereségét fordulópontnak tekintették a horvát politikában, mivel Franjo Tuđman néhai elnök „tekintélyelvű és nacionalista uralmának” évtizede után a fiatal demokráciában ez jelentette az első hatalomátmenetet, és hatalomra kerülését követően Račan kormányát az ország első kitartóan nyugatbarát kormányának tekintették. Mandátuma alatt az ország előszerződést írt alá az Európai Unióval, amely megnyitotta az utat a tagsági tárgyalások 2006. októberi hivatalos megkezdéséhez. A hatpárti koalíciós kormány ugyan egyértelműen szakított a korábbi rendszerrel, de a növekvő szociális problémákat, a munkanélküliséget és a gazdasági nehézségeket nem tudta kezelni. Račan küzdött a koalíción belüli frakcióviták megfékezésével, és határozatlannak tűnt a nyugati követelések kezelésében is, amelyek szerint a háborús bűnökkel gyanúsítottakat ki kellett adni az ICTY-nek, miközben a hazai szélsőségesek hevesen ellenezték az ilyen kiadatásokat.

### Ellenzékben (2003-2011)

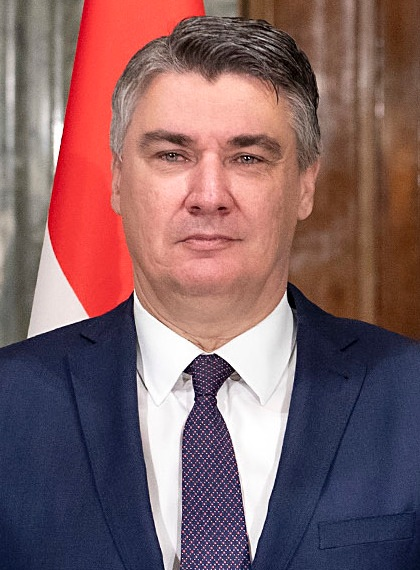
Zoran Milanović

A 2005-ös elnökválasztási küzdelemben az SDP a független, hivatalban lévő Stjepan Mesić támogatását választotta, aki a második ciklusban a szavazatok 65,9%-os túlnyomó többséggel, a szavazatok 34,1 %-át megszerező a HDZ-jelölt Jadranka Kosor előtt nyerte meg a második fordulót.
2007-ben nagy csapást mért a pártra alapítójának és vezetőjének, Ivica Račannak a halála, aki miután egy hónappal korábban lemondott pártelnöki posztjáról, 2007. április 30-án hunyt el egy régóta kezelt veserák szövődményei miatt. Az ezt követő rendkívüli pártgyűlésen a párt korábbi szóvivőjét, Zoran Milanovićot választották meg új vezetőjüknek, aki a levezető elnököt és volt védelmi minisztert Željka Antunovićot előzte meg a pártválasztás második fordulójában. A posztra további esélyes jelöltek voltak Milan Bandić zágrábi polgármester és Tonino Picula volt külügyminiszter.
A 2007. novemberi parlamenti választáson az SDP a „Harmadik út” elemeit tartalmazó gazdasági programmal indult, amelyet a korábban pártonkívüli közgazdász, Ljubo Jurčić dolgozott ki, akit egy 2007 júliusában pártgyűlésen a párt miniszterelnök-jelöltjévé is választottak. A november 25-iki választáson az SDP szoros eredménnyel, a 153 mandátumból 56-ot megszerezve a második helyen végzett a HDZ mögött. Jóllehet a párt megnyerte az országos választást, de mivel nem vesz részt a diaszpóra választókerületeiben tartott választáson, az összesítésben alulmaradt. Öt nappal a választások után, annak a feltételezésnek a közepette, hogy annak ellenére, hogy nem sikerült megszerezniük a teljes többséget az SDP kormánykoalíciót állíthat össze, a miniszterelnök-jelöltet Zoran Milanović váltotta fel. Ennek ellenére az SDP-nek nem sikerült kormánykoalíciót összeállítania, ehelyett a legnagyobb ellenzéki pártként pozícionálta magát.

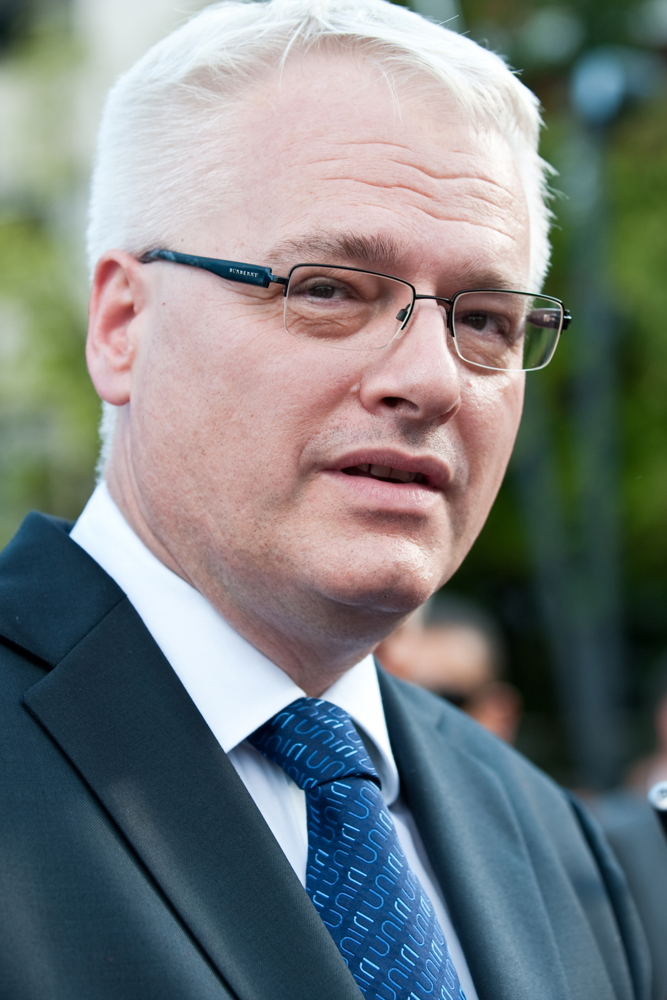
Ivo Josipović

Az ezt követő 2009. júniusi önkormányzati választásokon a párt megyei szinten nem tudott jelentős eredményeket elérni, de a fontos városokban, köszönhetően az új választási rendszer elfogadásának, amelyben a polgármesterek és a megyei vezetők voltak az elsők, akiket, szemben a korábbi, pártlistákat alkalmazó rendszerrel közvetlenül választották mégis sikerült néhány jelentősebb győzelmet elérnie. Az SDP polgármesteri győzelmet aratott számos hagyományosan jobbközép fekvésű tengerparti városban, mint például Dubrovnikban, Šibenikben és Trogirban, valamint egy olyan városban is, mint Vukovár, amelyet a horvát függetlenségi háborúban majdnem elpusztítottak, és a HDZ fellegvárának tartottak. Sikerült megtartaniuk az ellenőrzést az ország gazdaságilag legerősebb részein is, köztük a fővárosban, Zágrábban, az észak-adriai Fiuméban, valamint (az IDS-szel koalícióban) az Isztrián is nyertek.
A 2009–2010-es elnökválasztási kampány előtt az SDP először tartott előválasztást, amelyen a párt jelöltjei, Ljubo Jurčić és Ivo Josipović indultak. Josipović a szavazatok mintegy kétharmadával nyerte meg az előválasztást. Josipović később a szavazatok második fordulóban megszerzett 60%-ával megnyerte a 2009–2010-es elnökválasztást is, Milan Bandić, az SDP korábbi tagja és Zágráb populista polgármestere előtt. Az új elnököt 2010. február 18-án iktatták be hivatalosan.

### Újra kormányon (2011-2015)
2010-ben a 2011. decemberi parlamenti választásokra az SDP „Kukuriku-koalíció” néven politikai szövetséget kötött három másik balközép párttal – a Horvát Néppárt – Liberális Demokratákkal (HNS), Isztriai Demokratikus Nemzetgyűléssel (IDS) és Horvát Nyugdíjasok Pártjával (HSU). A koalíció 2011. szeptember 15-én Zágrábban mutatta be 21 pontos kampányprogramját. A koalíció megnyerte a választást, és 151 képviselői helyből 81-et szerzett meg a parlamentben, majd a párt két koalíciós partnerével (HNS és IDS) alakított kormányt. Zoran Milanović pártelnök új miniszterelnökként és kabinetjének vezetőjeként 2011. december 23-án lépett hivatalba.

### Ellenzékben (2015-)
A 2015-ös parlamenti választásokon az SDP és koalíciós partnerei 10 választókerületből 5-ben szerezték meg a többséget, és végül a 151 parlamenti helyből 56-ot szereztek meg, de miután az új kormánykoalíció de facto tagjaként az Isztriai Demokratikus Nemzetgyűlés is részt vett a választások utáni tárgyalásokon már 59 hellyel rendelkeztek. A Független Listák Hídjával (MOST) folytatott több mint 70 napon át tartó tárgyalások és számos, elsősorban a MOST gyakran változó feltételei miatti fordulat után az SDP koalíciója végül nem tudott megegyezni a MOST-tal az új kormány megalakításáról. Így végül a független Tihomir Orešković alakíthatott kormányt, akit a jobbközép Hazafias Koalíció támogatott.

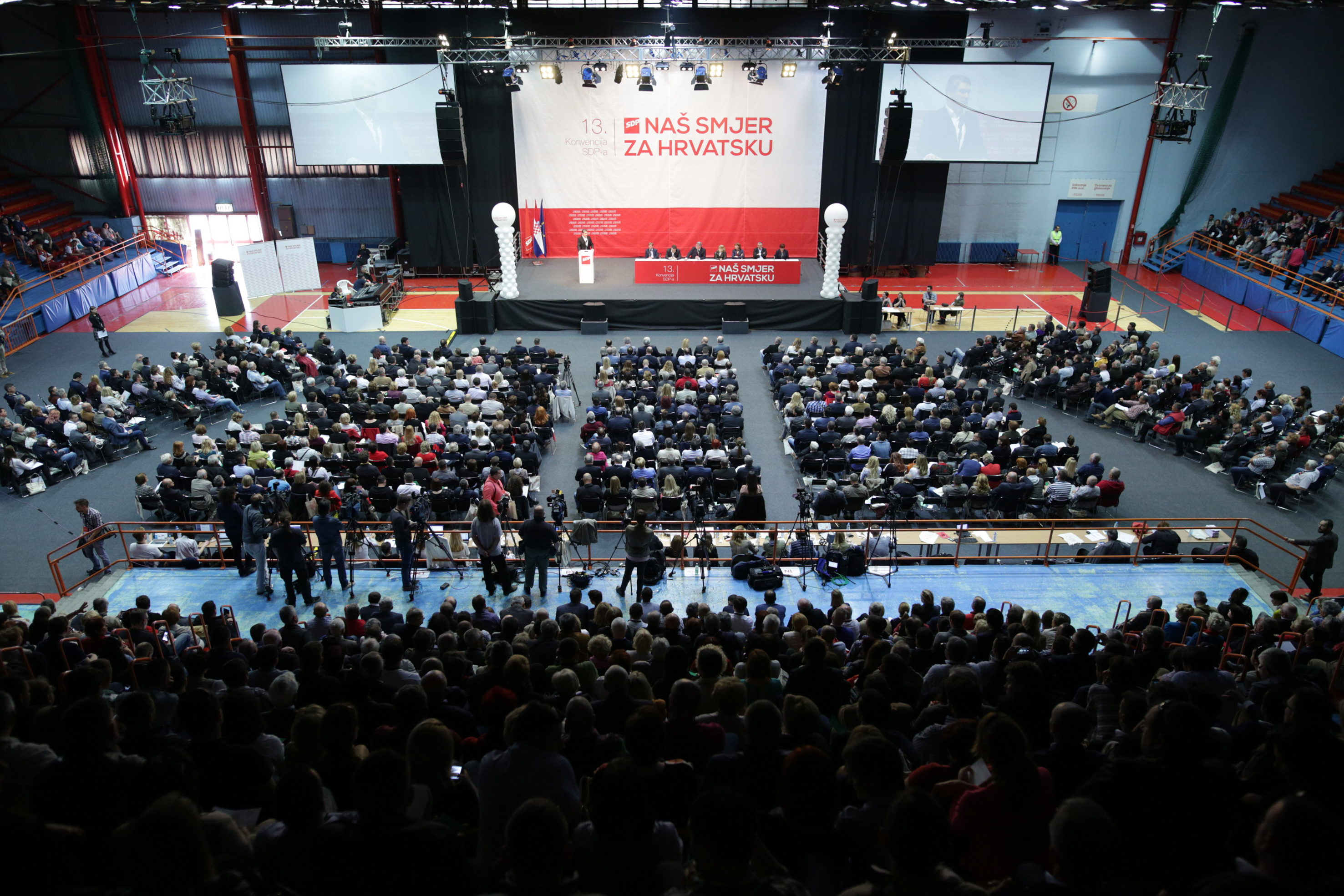
A párt 13. kongresszusa 2016-ban

Az Orešković ellen 2016 júniusában benyújtott sikeres bizalmatlansági indítvány eredményeként novemberben előrehozott parlamenti választásokat tartottal, amelyeken az SDP a Népi koalíció legnagyobb pártjaként versengett. Annak ellenére, hogy a Népi koalíciót a közvéleménykutatásokban mutatott jelentős előnye miatt a választások favoritjának tartották, csak 54 mandátumot szerzett, míg a Horvát Demokratikus Közösség 58-at (a koalíciós partnerekkel együtt61-et). Ennek eredményeként Zoran Milanović kijelentette, hogy nem indul az SDP soron következő vezetőválasztásán, és az utódválasztás után visszavonul a politikától. A 2016. november 19-iki vezetőválasztás első fordulója nem hozott egyértelmű győztest, mivel szükséges többséghez a hét jelölt közül egyik sem szerezte meg a leadott szavazatok 50% + 1 százalékát. A legtöbb szavazatot (46%) Davor Bernardić kapta, és bejutott a második fordulóba, ahol a második helyezett, Ranko Ostojić lett, aki a leadott szavazatok 22,8%-át kapta. A második fordulóra 2016. november 26-án került sor, és a leadott szavazatok 64%-ával Davor Bernardićot választották az SDP 3. elnökévé.

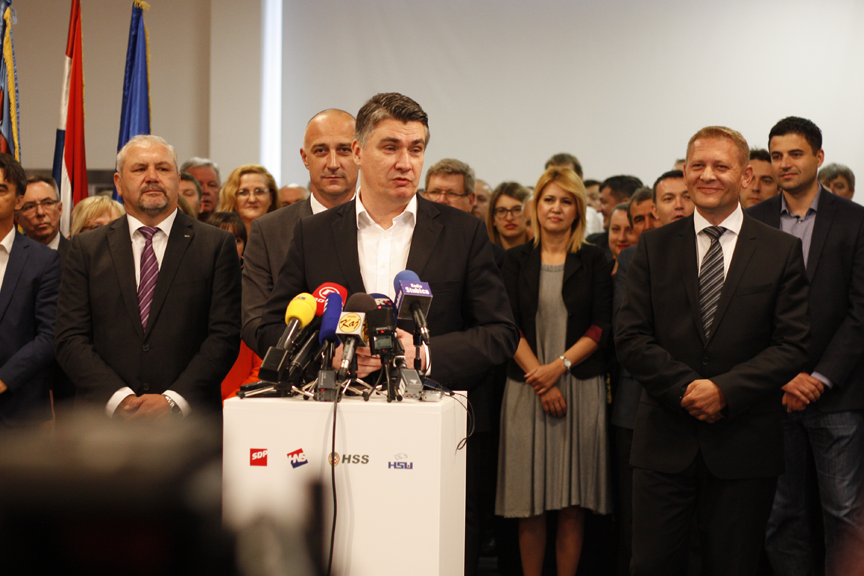
A Népi koalíció vezérkara 2016-ban

A 2020-as parlamenti választásokon az SDP az 1990-es évek óta a legrosszabb parlamenti választási eredményt érte el, aminek következtében Davor Bernardić a választás másnapján lemondott. Ezután a következő belső pártválasztásig Zlatko Komadina vette át a pártvezetői tisztséget. A párt vezetőválasztásán, amelyet szeptember 26-án és október 3-án tartottak öt jelölt indult. Új vezetőnek Peđa Grbint választották, aki a második fordulóban legyőzte Željko Kolart. A választások jellemezője volt, hogy csak a tagdíjat befizetett tagok szavazhattak, ami azt jelenti, hogy a 32 000 tagból csak 12 000-nek volt szavazati joga.
2021-ben párton belüli összecsapások törtek ki Grbin és Bernardić támogatói között, majd a pártnak való károkozás, illetve a legutóbbi helyhatósági választásokon való aktív részvétel megtagadása vádjával négy parlamenti képviselőt kizártak. Ugyanezek a képviselők ezután nem voltak hajlandók kilépni az SDP parlamenti frakciójából, és ehhez 14 olyan képviselőtársuk támogatását is megkapták, akik nem voltak hajlandók megszavazni a kizárásukat. A válság a párt elnökségének ülésén oldódott meg, amikor a menesztett képviselők 14 támogatójának megbüntetéséről döntöttek. A határozat értelmében hét képviselőt, köztük Davor Bernardićot kizártak, míg a maradék hét képviselőt figyelmeztették. A kizárt képviselők és az őket támogatók végül Szociáldemokrata frakció néven új parlamenti frakciót alapítottak, amelynek 18 képviselője lett, míg az SDP a maradék 14 képviselővel új frakciót alakított, amivel a parlamenti képviselők számát tekintve csak a harmadik helyen állnak. A Szociáldemokrata frakció képviselői 2022. július 9-én Szociáldemokraták néven új pártot alapítottak. Miután a Korrupció és Szervezett bűnözés elleni Hivatal (USKOK) 2022. március 29-én büntetőeljárást indított Stjepan Kovač ellen, még aznap kilépett a pártból, így az SDP-nek 13 képviselője maradt.

## Választási eredmények
| Választások | Szavazatok száma | Szavazatok aránya | Mandátumok száma | Parlamenti szerepe |
| ----------- | ---------------- | ----------------- | ---------------- | ------------------ |
| 1990        | 1 001 967        | 35%               | 107              | ellenzék           |
| 1992        | 145 419          | 5,5%              | 11               | ellenzék           |
| 1995        | 215 839          | 8,9%              | 10               | ellenzék           |
| 2000        | 1 138 318        | 38,7%             | 43               | kormánypárt        |
| 2003        | 560 593          | 22,6%             | 34               | ellenzék           |
| 2007        | 775 690          | 31,2%             | 56               | ellenzék           |
| 2011        | 958 312          | 40,4%             | 61               | kormánypárt        |
| 2015        | 744 507          | 32,31%            | 42               | ellenzék           |
| 2016        | 636 602          | 33,82%            | 38               | ellenzék           |
| 2020        | 414 615          | 24,87%            | 33               | ellenzék           |

| Választások | Szavazatok száma | Szavazatok aránya | Mandátumok száma |
| ----------- | ---------------- | ----------------- | ---------------- |
| 2013        | 237 778          | 32,07%            | 5                |
| 2014        | 275 904          | 29,93%            | 2                |
| 2019        | 200 976          | 18,71%            | 4                |

## A párt szervezete
A párt első és leghosszabb ideje hivatalban lévő elnöke Ivica Račan volt. A jelenlegi pártelnök Peđa Grbin, akit Davor Bernardić után 2020. október 3-án választottak meg vezetői választáson. Az elnökön és négy alelnökön (Biljana Borzan, Sabina Glasovac, Ranko Ostojić, Siniša Hajdaš Dončić) kívül a párt főbb vezető testületei közé tartozik a (hat fő tagból álló) pártelnökség, a vezetőbizottság (Glavni odbor) és a felügyelő bizottság.
Mint minden más párt, az SDP is helyi, önkormányzati, városi és megyei szintű csoportokat működtet. Három témacsoportja az Ifjúsági Fórum, a Női Fórum és az Idősek Fóruma.
Az SDP 1999 novembere óta tagja a Szocialista Internacionálénak 2012 februárja óta pedig az Európai Szocialisták Pártjának teljes jogú tagja. Az SDP a Horvát Köztársaság 2013-as uniós csatlakozása óta a Szocialisták és Demokraták Progresszív Szövetsége (S&D) európai parlamenti képviselőcsoportjának is teljes jogú tagja.

## Pártelnökök 1990 óta
| No. | Elnök | Elnök                               | Kor       | Terminus kezdete   | Terminus vége      | Időtartam     |
| --- | ----- | ----------------------------------- | --------- | ------------------ | ------------------ | ------------- |
| 1   |       | Ivica Račan                         | 1944–2007 | 1990. november 3.  | 2007. április 11.  | 16 év 159 nap |
| —   |       | Željka Antunović (ideiglenes elnök) | 1955      | 2007. április 11.  | 2007. június 2.    | 52 nap        |
| 2   |       | Zoran Milanović                     | b. 1966   | 2007. június 2.    | 2016. november 26. | 9 év 177 nap  |
| 3   |       | Davor Bernardić                     | 1980      | 2016. november 26. | 2020. július 6.    | 3 év 223 nap  |
| —   |       | Zlatko Komadina (ideiglenes elnök)  | 1958      | 2020. július 6.    | 2020. október 3.   | 89 nap        |
| 4   |       | Peđa Grbin                          | 1979      | 2020. október 3.   | máig               | 1660          |